# Bernartice (Písek)
Bernartice es un municipio situado en el distrito de Písek, en la región de Bohemia Meridional, República Checa. Tiene una población estimada, a inicios de 2023, de 1373 habitantes.
Está ubicado al norte de la región, a poca distancia al sur de la ciudad de Praga, de la frontera con la región de Bohemia Central y de la orilla del río Moldava —el principal afluente del río Elba—.